# Copa de España de fútbol sala 2002
La Copa de España de fútbol sala de 2002 tuvo lugar entre el 30 de enero y el 3 de febrero en Valencia (Comunidad Valenciana). Fue la decimotercera edición
de este campeonato español. 
El Valencia Vijusa se hizo con su primera Copa de España de la LNFS al vencer en la final a ElPozo Murcia por 6-5 con un gol decisivo de Isco y así siendo el primer equipo que gana la Copa como anfitrión. 

## Equipos participantes
- Valencia Vijusa
- Fiat Autoexpert
- Playas de Castellón
- Miró Martorell
- Caja Segovia FS
- MRA Ingeteam Xota
- Antena3 Boomerang
- ElPozo Murcia

## Organización

### Sede
El torneo se disptó en la ciudad de Valencia, en el Pabellón Municipal Fuente de San Luis con capacidad para 8500 espectadores.
| Pabellón  | Pabellón Municipal Fuente de San Luis |
| Ciudad    | Valencia                              |
| Capacidad | 8500                                  |

## Resultados

### Cuartos de final
Antena3 Boomerang 2 - 3 ElPozo Murcia 
Caja Segovia 2 - 1 MRA Ingeteam Xota 
Playas de Castellón 6 - 5 Miró Martorell 
Valencia Vijusa 3 - 2 Fiat Autoexpert 

### Semifinales
ElPozo Murcia 5 - 2 Caja Segovia 
Playas de Castellón 2 - 4 Valencia Vijusa 

### Final
ElPozo Murcia 5 - 6 Valencia Vijusa 
Campeón = Valencia Vijusa (1er título)